# Гамма-камера

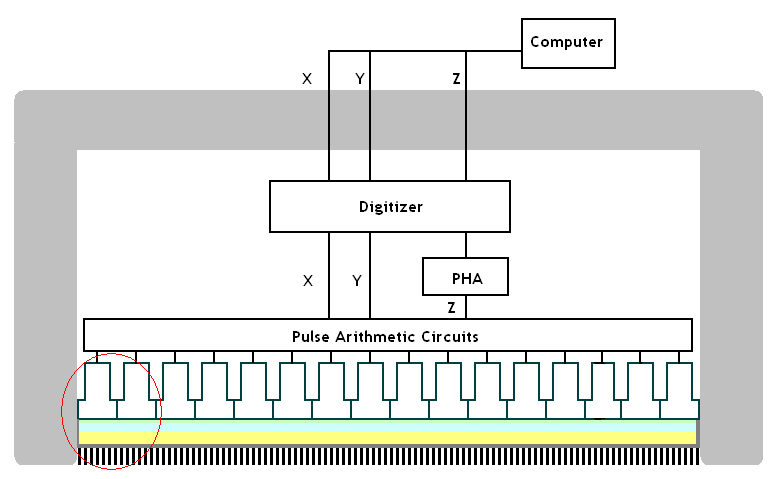

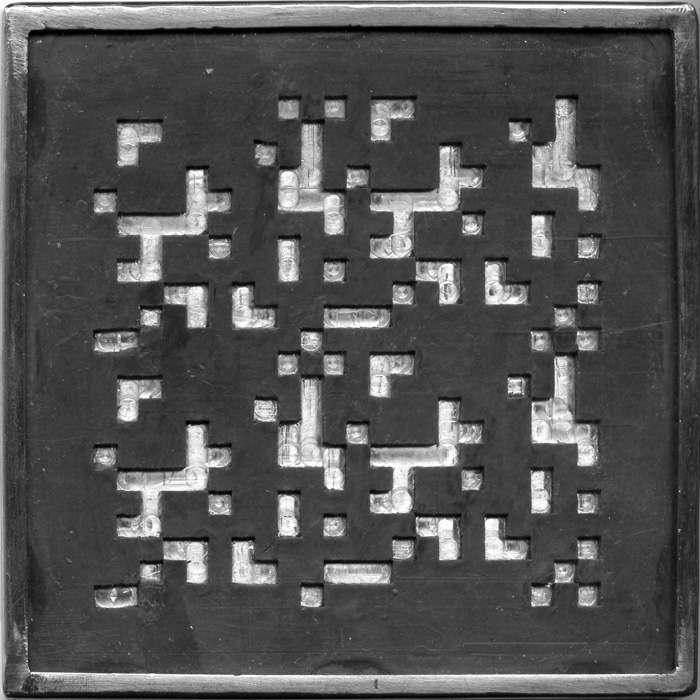
Кодирующая матрица для гаммы-камеры (для ОФЭКТ)

Гамма-камера — основной инструмент современной радионуклидной диагностики. Гамма-камеры предназначены для визуализации и исследования кинетики радиофармпрепаратов во внутренних органах и физиологических системах организма пациента с целью ранней диагностики онкологических, сердечно-сосудистых и других заболеваний человека. Гамма-камеры применяются в лабораториях радиоизотопной диагностики городских клинических больниц, научно-исследовательских медицинских институтов, онкодиспансерах и других медицинских учреждений.
В сцинтилляторе гамма-камеры энергия поглощённых или рассеянных гамма-квантов преобразуется в фотоны видимого излучения, причём количество излученных фотонов пропорционально поглощённой в сцинтилляторе энергии гамма-кванта. Фотоумножители преобразуют световую вспышку в сцинтилляторе в импульс тока, который регистрируется спектрометрической аппаратурой. Амплитуда импульса пропорциональна поглощённой в сцинтилляторе энергии гамма-кванта, поэтому возможно отделение вспышек, вызванных гамма-квантами с энергией, характерной для используемого маркера, от фона. Применение сборки фотоумножителей позволяет осуществить восстановление координат вспышки и, таким образом, измерить пространственное распределение маркера в теле пациента.